# Comuna Tesî, Litîn
Tesî (în ucraineană Теси) este o comună în raionul Litîn, regiunea Vinnița, Ucraina, formată din satele Luka, Ivanivți, Osiciok și Tesî (reședința).

## Demografie
Componența lingvistică a satului Tesî
     Ucraineană (98,79%)
     Rusă (1,01%)
     Alte limbi (0,1%)
Conform recensământului din 2001, majoritatea populației satului Tesî era vorbitoare de ucraineană (98,79%), existând în minoritate și vorbitori de rusă (1,01%).